# Chevru
Chevru település Franciaországban, Seine-et-Marne megyében. Lakosainak száma 1026 fő (2022. január 1.). Chevru Dagny, Amillis, Beton-Bazoches, Choisy-en-Brie, Frétoy, Leudon-en-Brie és Marolles-en-Brie községekkel határos.

## Népesség
A település népességének változása:
| Lakosok száma | 1096 | 1109 | 1130 | 1105 | 1102 | 1088 | 1068 | 1047 | 1026 |
|               | 2013 | 2015 | 2016 | 2017 | 2018 | 2019 | 2020 | 2021 | 2022 |